# Rachael Taylor
Rachael May Taylor (Launceston, Tasmania, 11 de julio de 1984) es una actriz y modelo australiana.
Hizo su debut en el cine con el papel protagonista en el programa en vivo australiano HeadLand. Entre sus películas más recientes se encuentran Shutter junto a Joshua Jackson y la serie cinematográfica de Transformers.

## Filmografía

### Cine
| Año  | Título                 | Personaje               | Notas                |
| ---- | ---------------------- | ----------------------- | -------------------- |
| 2005 | Man-Thing              | Teri Elizabeth Richards |                      |
| 2006 | See No Evil            | Zoe Warner              |                      |
| 2007 | Transformers           | Maggie Madsen           | Personaje de soporte |
| 2008 | Shutter                | Jane                    |                      |
| 2008 | Bottle Shock           | Sam Fulton              |                      |
| 2008 | Deception              | Mujer en vestíbulo      |                      |
| 2009 | Cedar Boys             | Amie                    |                      |
| 2009 | Splinterheads          | Galaxy                  |                      |
| 2009 | Ghost Machine          | Jess                    |                      |
| 2010 | Providence Park        | Muchacha en bicicleta   | Corto                |
| 2010 | Summer Coda            | Heidi                   |                      |
| 2011 | Red Dog                | Nancy Grey              |                      |
| 2011 | The Darkest Hour       | Anne                    |                      |
| 2012 | Any Questions for Ben? | Alex                    |                      |
| 2014 | The Loft               | Anne Morris             |                      |
| 2016 | ARQ                    | Hannah                  |                      |
| 2016 | Gold                   | Rachel Hill             |                      |
| 2016 | Wig Shop               | Lili                    | Corto                |
| 2018 | White Orchid           | Jessica                 |                      |
| 2018 | Ladies in Black        | Fay                     |                      |
| 2019 | Finding Steve McQueen  | Molly Murphy            |                      |

### Televisión
| Año       | Título                                    | Personaje               | Notas                                               |
| --------- | ----------------------------------------- | ----------------------- | --------------------------------------------------- |
| 2004      | The Mystery of Natalie Wood               | Maryann Marinkovich     | Película de televisión                              |
| 2005      | Dynasty: The Making of a Guilty Pleasure  | Catherine Oxenberg      | Película de televisión                              |
| 2005      | Hércules                                  | Nemean Lion / Sphinx    | Miniserie                                           |
| 2005      | McLeod's Daughters                        | Natalie Louise Brown    | Episodio: "Old Flames"                              |
| 2005–2006 | HeadLand                                  | Sasha Forbes            | Personaje principal                                 |
| 2009      | Washingtonienne                           | Jackie                  | Episodio piloto. No vendido                         |
| 2011      | Grey's Anatomy                            | Dra. Lucy Fields        | Recurrente. 8 Episodios                             |
| 2011      | Charlie's Angels (Los ángeles de Charlie) | Abigail "Abby" Simpson  | Personaje principal                                 |
| 2012–2013 | 666 Park Avenue                           | Jane Van Veen           | Personaje principal                                 |
| 2014      | Crisis                                    | Agente Susie Dunn       | Personaje principal                                 |
| 2015–2019 | Jessica Jones                             | Patricia "Trish" Walker | Personaje principal                                 |
| 2016      | Luke Cage                                 | Patricia "Trish" Walker | Voz sobre cameo. Episodio: "Suckas Need Bodyguards" |
| 2017      | The Defenders                             | Patricia "Trish" Walker | Miniserie. Personaje principal. 4 Episodios         |
| 2017      | House of Bond                             | Diana Bliss             | Miniserie. 2 episodios                              |
| 2024      | Hacks                                     | Alexis                  | Episodio: "Just for Laughs"                         |